# Шильковский сельсовет
Шильковский сельсовет — упразднённая административно-территориальная единица, существовавшая на территории Московской губернии и Московской области до 1922 и в 1923—1939 годах.
Шильковский сельсовет был образован в первые годы советской власти. По данным 1918 года он входил в состав Колыберовской волости Коломенского уезда Московской губернии.
В 1922 году Шильковский с/с был упразднён, но уже в 1923 восстановлен.
По данным 1926 года в состав сельсовета входили деревни Шильково и Ильино, а также 1 хутор.
В 1929 году Шильковский с/с был отнесён к Воскресенскому району Коломенского округа Московской области. При этом к нему был присоединён Вострянский с/с.
17 июля 1939 года Шильковский с/с был упразднён, а его территория разделена между Воскресенским (селения Вострянское и Шильково) и Ёлкинским (селение Ильино) сельсоветами.